# Август 2017 года

Список событий августа 2017 года.

## События
- 1 августа
  - Биткойн претерпел разделение на две валюты, в результате которого появилась новая монета — Bitcoin Cash[1].
- 2 августа
  - Президент США Дональд Трамп подписал закон, предусматривающий введение дополнительных санкций против России, Ирана и КНДР, заявив при этом, что документ содержит антиконституционные положения[2].
  - В результате взрывов на складе боеприпасов в Гудаутском районе Абхазии пострадали 64 человека[3].
  - Ученые из Орегонского университета здоровья и науки применили технологию CRISPR, чтобы изменить ДНК эмбрионов человека с целью исправления генетического дефекта, вызывающего гипертрофическую кардиомиопатию.[4]
- 3 августа
  - Ежегодные соревнования CrossFit Games начались в городе Мадисон[5].
- 4 августа
  - Президент Руанды Поль Кагаме, находящийся у власти с 2000 года, переизбран на новый срок. За него отдали свои голоса 99 % избирателей[6].
  - Принесло присягу новое правительство Пакистана во главе с Шахидом Хаканом Аббаси[7].
  - Начала работу Национальная учредительная ассамблея Венесуэлы[8].
- 5 августа
  - Меркосур приостановил членство Венесуэлы из-за нарушения демократического строя[9].
  - Свыше 85 % граждан Мавритании поддержали на референдуме внесение поправок в конституцию, которые предусматривают упразднение некоторых государственных органов, в частности Сената и Высшего исламского совета, также будет изменён флаг Мавритании[10].
  - Совет безопасности Организации объединённых наций проголосовал за новые санкции против Северной Кореи в ответ на запуск баллистических ракет в июле[11]. Россия и КНР поддержали введение санкций[12].
- 6 августа
  - Группа вооруженных людей напала на военную базу на северо-западе Венесуэлы недалеко от города Валенсия[13].
  - Китайские специалисты завершили создание новейшего радиотелескопа FAST.
- 7 августа
  - Правительство КНДР выступило с резким осуждением санкционной политики США, это заявление в ответ подверглось шквальной критике со стороны высокопоставленных лиц в Соединённых Штатах[14].
- 8 августа
  - От землетрясения магнитудой 7 в уезде Цзючжайгоу китайской провинции Сычуань пострадало не менее 431 человек[15].
- 9 августа
  - Министр обороны США Джеймс Мэттис предостерёг руководство Северной Кореи от шагов, фатальных для страны, подразумевая под этим стремление обладать ядерным оружием и средствами доставки[16].
  - Эпидемия вируса Коксаки в Турции, десятки людей вынуждены прервать свои отпуска[17].
  - Туркменистан и Парагвай установили дипломатические отношения[18].
- 10 августа
  - КНДР повторила угрозу запустить ракеты средней дальности по району Тихого океана, в котором расположена американская военная база на острове Гуам[19].
  - Президент США Дональд Трамп объявил в стране чрезвычайное положение из-за ситуации с опиоидами[20].
  - Китай обвинил США в грубом нарушении своего суверенитета и международного права в связи с приближением американского военного корабля к островам Спратли в Южно-Китайском море[21].
  - «Монако» и «Пари Сен-Жермен» договорились о трансфере нападающего Килиана Мбаппе в парижский клуб за 160 миллионов евро[22].
  - В Голландии задержали двоих человек, причастных к заражению куриных яиц инсектицидами. Яйца с фипронилом нашли в 10 странах ЕС[23].
  - В Турции задержали россиянина по подозрению в попытке сбить американский самолёт[24].
  - Вызвавший много споров ещё до окончания производства фильм Алексея Учителя «Матильда» получил прокатное удостоверение[25].
- 11 августа
  - Премьер-министр Австралии Малкольм Тернбулл заверил, что австралийцы готовы оказать помощь США в случае, если Северная Корея предпримет ракетную атаку на американскую территорию[26].
  - Американским учёным удалось модифицировать геном свиньи, максимально приблизив его к человеческому, что в будущем может помочь справиться с нехваткой органов для трансплантации[27].
- 12 августа
  - Отряд сирийской армии десантировался в тыл боевиков террористической организации «Исламское государство» у границы провинций Хомс и Ракка и освободил несколько поселений[28].
  - Более трёх миллионов граждан КНДР решили добровольно вступить в армию[29].
- 13 августа
  - Учёные обнаружили на Западно-Антарктическом рифте Антарктиды 91 новый вулкан[30].
- 17 августа
  - Теракт в Барселоне и Камбрильсе (Испания). Погибли 16 человек, более 120 получили ранения[31].
- 18 августа
  - Теракт в Турку (Финляндия): 2 человека погибли, 8 получили ранения[32].
- 19 августа
  - В центре Сургута (Россия) Артур Гаджиев ранил ножом семь человек, после чего был застрелен полицейским. Ответственность за произошедшее взяло на себя ИГ[33].
- 20 августа
  - Парламент Ирана одобрил шестнадцать из 17 предложенных переизбранным президентом страны Хасаном Роухани кандидатур министров в новый состав его правительства[34].
- 21 августа
  - В Ростове-на-Дону произошёл сильный пожар, уничтоживший около 120 строений. Погиб 1 человек[35].
  - На территории США наблюдалось полное солнечное затмение — впервые с 1979 года[36].
  - В Париже (Франция) стартовал чемпионат мира по борьбе[37].
- 22 августа
  - Верховный суд Индии признал неконституционной мусульманскую практику мгновенного развода[38].
- 23 августа
  - Вице-адмирал Джозеф Окоин[англ.] уволен из ВМС США после столкновения эсминца «Джон С. Маккейн» с нефтяным танкером «Алник», приведшего к гибели 10 моряков. Это столкновение стало четвёртым подобным случаем с участием американского боевого корабля в Азии за текущий год[39].
- 24 августа
  - Катар вернул в Тегеран посла, отозванного в январе 2016 года[40].
- 25 августа
  - Корейский миллиардер Ли Джэён, сын председателя концерна «Samsung» Ли Гонхи, приговорён к пяти годам тюрьмы за дачу взятки[41].
  - В результате падения автобуса с пирса в посёлке Волна (Россия) в Керченский пролив погибли 18 человек[42].
  - В Северной Индии после предъявления обвинений в изнасиловании лидеру религиозного культа Гурмиту Раме Рахиму Синху Джи Инсану произошли столкновения жителей с полицией[англ.], в ходе которых не менее 30 человек погибли и 200 пострадали[43].
  - Дональд Трамп подписал первый приказ о помиловании, этой чести удостоился бывший шериф Джо Арпайо, известный своим непримиримым отношением к нелегальным иммигрантам, а также жёсткими и неординарными подходами к работе с заключёнными[44].
- 26 августа
  - Американский боксёр-профессионал Флойд Мейвезер победил Конора Макгрегора в PPV-поединке в полусреднем весе, одержав, таким образом, 50-ю победу в 50 боях[45].
  - Король Тонга Тупоу VI распустил парламент и распорядился провести новые выборы не позднее 16 ноября[46].
  - На американский штат Техас обрушился ураган «Харви», он стал самым мощным ураганом в США за последние 12 лет после урагана «Катрина». Его жертвами стали 44 человека, власти уже распределили в качестве помощи 530 миллионов долларов[47][48].
- 28 августа
  - Олимпийская чемпионка Сочи-2014 по фигурному катанию Юлия Липницкая официально закончила свою спортивную карьеру[49].
- 29 августа
  - Стартовав 28 августа у польского города Колобжег и финишировав 29 августа у датского острова Борнхольм, польский пловец Себастьян Карась[укр.] стал первым в истории человеком, переплывшим Балтийское море[50].
  - Северокорейская баллистическая ракета Хвасон-12, запущенная из окрестностей Пхеньяна, пролетела над территорией Японии и упала в 1180 км от мыса Эримо на Хоккайдо[51].
  - Центробанк РФ объявил о санации и введении временной администрации в «ФК Открытие», ранее крупнейшем частном банке России. ЦБ станет основным владельцем банка (не менее 75 %). Впервые использована новая схема санации с помощью Фонда консолидации банковского сектора, благодаря которой банк продолжит работать в обычном режиме[52].
  - Участники проекта добровольных распределённых вычислений PrimeGrid нашли рекордно большое обобщённое число Ферма[53].
- 31 августа
  - По данным, озвученным во время экстренного заседания Совбеза ООН, около 30 тысяч рохинджа, проживающих в Мьянме, были вынуждены покинуть страну вследствие преследования со стороны властей, последовавшего после проведённой 25 августа членами «Армии спасения рохинджа Аракана» атаки на полицейские посты и базу мьянманской армии, в результате которой погибли 12 силовиков и 77 повстанцев (по другим данным, в сумме около 120 человек)[54].
  - США потребовали закрыть генеральное консульство России в Сан-Франциско в ответ на ограничение числа сотрудников американской дипмиссии в России[55].